# Bernard Mvondo Etoga
Bernard Sylvain Mvondo Etoga (4 de mayo de 1983-24 de diciembre de 2020) fue un deportista camerunés que compitió en judo. Ganó dos medallas en el Campeonato Africano de Judo en los años 2002 y 2004.

## Palmarés internacional
| Campeonato Africano | Campeonato Africano | Campeonato Africano | Campeonato Africano |
| Año                 | Lugar               | Medalla             | Categoría           |
| ------------------- | ------------------- | ------------------- | ------------------- |
| 2002                | El Cairo (Egipto)   | Medalla de bronce   | –73 kg              |
| 2004                | Túnez (Túnez)       | Medalla de oro      | –73 kg              |